# Exoaladis
Os exoaladis (etnônimo brasílico: Exoaladi), também conhecidos como chualas-chavaranas ou Chuala-Chavarana, são um povo do tronco linguístico aruaque e pertencente ao subgrupo Guaná. No século XIX, habitavam junto ao rio Miranda, no estado brasileiro do Mato Grosso do Sul.  Atualmente são considerados extintos.[carece de fontes?]
Da leitura de textos produzidos por cronistas e exploradores do Brasil Colônia|período colonial brasileiro, infere-se que, a partir da segunda metade do século XVIII, quatro subgrupos guanás - a saber, exoaladis, terenas, laianas e quiniquinaus - deixaram o Chaco paraguaio, atravessando o rio Paraguai em ondas sucessivas, para se instalarem na região da bacia do rio Miranda, onde foram encontrados por viajantes do século XIX. Daqueles quatro grupos, só não há remanescentes dos exoaladis, no atual estado do Mato Grosso do Sul. Segundo Cardoso de Oliveira, eles teriam desaparecido na época da Guerra do Paraguai.